# Левенсон, Лев Борисович
Лев Борисович Левенсон (1876—1955) — российский учёный, специалист по горной механике, профессор.

## Биография
В 1903 году окончил Санкт-Петербургский горный институт, в 1903—1910 годы работал на машиностроительных заводах. Адъюнкт-профессор по прикладной и горнозаводской механике Петроградского горного института. В 1915 году создал кафедру прикладной и горнозаводской механики Горного института, в 1928 — организовал конструкторский отдел института «Механобр». В 1930—1941 годы заведовал кафедрой «Прикладная механика» в Московском горном институте (сегодня – Горный институт НИТУ «МИСиС»). Преподавал также в Магнитогорске.
Похоронен на Донском кладбище.

## Научная деятельность
Основал научное направление «Механика машин для обогащения полезных ископаемых».

## Избранные труды
Источник — Электронные каталоги РНБ
- Левенсон Л. Б. Барабанные грохота, их теория, расчет и проектирование. — М.: Науч. технич. упр-ние В. С. Н. Х., 1927. — 50 с. — (Труды Института механической обработки полезных ископаемых / ВСНХ СССР. Научно-техническое управление ; № 191. Вып. 5)
- Левенсон Л. Б. В помощь рабочему изобретателю. — М.; Л.: Госмашметиздат, 1932. — 71 с.
- Левенсон Л. Б. Дробильно-сортировочные машины и установки для переработки каменных материалов. — М.: Гос. изд-во лит. по строительству и архитектуре, 1952. — 428 с.
- Левенсон Л. Б. Дробильные валки, их теория, расчет и проектирование. — 34 с. — (Труды Института механической обработки полезных ископаемых / ВСНХ СССР. Научно-техническое управление ; № 189. Вып. 4)
- Левенсон Л. Б. Изобретатели и пути изобретательства. — Л.: Союзуголь, 1930. — 58 с.
- Левенсон Л. Б. Кинематика механизмов : Крат. курс для студентов высш. учеб. заведений и для самообразования. — М. : Гос. техн. изд-во, 1923. — 200 с. — (Инж.-пром. б-ка / Науч.-техн. отд. ВСНХ . Б Сер.4 ; №XIII-4).
  - : Допущено в качестве учеб. пособия для втузов … Ком-том по высш. техн. образ. при ЦИК СССР. — 4-е изд., доп. и перераб. — М.; Л.: Госмашметиздат, 1934. — 478 с.
- Левенсон Л. Б. Машины для обогащения полезных ископаемых. Их теория, расчет и проектирование : Допущено в качестве учеб. пособия … Глав. упр. учеб. заведениями НКТП СССР. — М.; Л.: Госмашметиздат, 1933. — 803 с.
- Левенсон Л. Б. Машины для обогащения полезных ископаемых : Плоские подвиж. грохота, их теория, расчет и проектирование. — Л. : Механобр, 1924. — 240 с. — (Тр. Ин-та мех. обработки полез. ископаемых ; Вып.1).
- Левенсон Л. Б. Машины для обогащения полезных ископаемых : Спир. сепаратор, его теория, расчет и проектирование. — Л. : Механобр, 1925. — 72 с. — (Тр. Ин-та мех. обработки полез. ископаемых ; Вып.2)
- Левенсон Л. Б. Общая теория машин. Статика и динамика машин : Крат. курс для студентов высш. учеб. заведений и для самообразования. — М. : Гос. техн. изд-во, 1923. — 192 с. — (Инж.-пром. б-ка / Науч.-техн. отд. ВСНХ . Б Сер.4 ; №XIII-5)
- Левенсон Л. Б. Основы проектирования машин : Рук-во для конструкторов, инженеров и чертежников. — Л. : Кубуч, 1926. — 270 с.
- Левенсон Л. Б. Плоские регуляторы : Теория, расчет и проектирование плос. регуляторов. — Пг.: Экон. типо-лит., 1915. — 125 с.
- Левенсон Л. Б. Проект реверсивного обжимного стана. — СПб. : тип. А. Э. Коллинс (б. Ю. Н. Эрлих), 1914. — 100 с. — (Примеры проектов по горнозаводской механике, исполненных студентами Горного института императрицы Екатерины II, под руководством заслуженного профессора И. А. Тиме ; Вып. 1).
- Левенсон Л. Б. Производство щебня : Основы технологии и оборудование. — М.: Госстройиздат, 1959. — 266 с.
- Левенсон Л. Б. Современные американские паровые машины, их проектирование и конструкция. — СПб. : тип. Ю. Н. Эрлих, 1912. — 253 с.
- Левенсон Л. Б. Статика и динамика машин. (Общая теория машин) : Краткий курс для студентов конструкторов и для самообразования. — 2-е изд., испр. и доп. — М.: Гос. науч.-техн. изд-во по машиностроению, металлообработке и черной металлургии, 1932. — 307 с.
  - : Рекомендовано в качестве учеб. пособия к переизд. … Ком-том по высш. техн. образ. при ЦИК СССР. — 3-е изд., перераб. и доп. — Л.; М.: Госмашметиздат, 1934. — 476 с.
- Левенсон Л. Б. Теория механизмов и машин. Кинематика и динамика механизмов : Допущ. М-вом высш. образования СССР в качестве учебника для немашиностроит. вузов. — М.: Машгиз, 1948. — 406 с.
  -  — 2-е изд., перераб. — М.: Машгиз, 1954. — 504 с.
- Левенсон Л. Б. Техническая организация американских машиностроительных заводов : (Докл. во II (мех.) отд. РТО 12 окт. 1912 г.). — СПб. : тип. Шредера, [1912]. — С. 417—427.
- Левенсон Л. Б. Щековые дробилки. — Л., 1926. — (Тр. Ин-та мех. обработки полез. ископаемых ; Вып.3)
- Левенсон Л. Б., Гузенков П. Г. Детали машин : Краткий курс для студентов горных втузов. — М.: Б. и., 1938. — 596 с.
- Левенсон Л. Б., Прейгерзон Г. И. Дробление и грохочение полезных ископаемых : Утв. ГУУЗ Нар. ком. угольной пром. в качестве учебника для горных втузов. — М.; Л.: Гостоптехиздат, 1940. — 772 с.

## Награды
- орден «Знак Почёта»